# Gymnoproctus rammei
Gymnoproctus rammei är en insektsart som beskrevs av Weidner 1941. Gymnoproctus rammei ingår i släktet Gymnoproctus och familjen vårtbitare. Inga underarter finns listade i Catalogue of Life.